# LEN European Cup 1965-1966

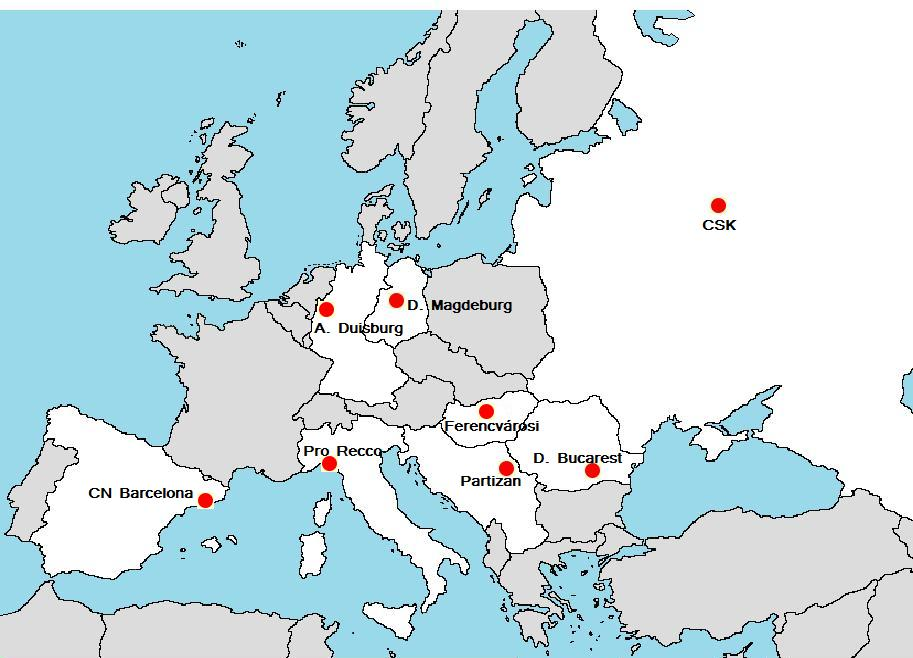
Distribuzione geografica delle squadre

La LEN European Cup 1965-1966 è stata la terza edizione del massimo trofeo continentale di pallanuoto per squadre di club.
Per la prima volta il torneo è stato assegnato tramite gare ad eliminazione diretta.
Gli jugoslavi del Partizan Belgrado hanno conquistato il loro secondo titolo superando in semifinale i campioni in carica della Pro Recco e in finale il Dinamo Magdeburgo.

## Gironi di semifinale

### Gironi
| Gruppo A            |
| sede: Zagabria      |
| - Dinamo Bucarest   |
| - Dinamo Magdeburgo |
| - Duisburg          |
| - Partizan          |

| Gruppo B         |
| sede: Genova     |
| - Barcellona     |
| - CVSK VMF Mosca |
| - Ferencváros    |
| - Pro Recco      |

### Gruppo A
|    | Semifinali 1965-1966 | Pti | G | V | N | P | GF | GS | DR  |
| -- | -------------------- | --- | - | - | - | - | -- | -- | --- |
| 1. | Partizan             | 6   | 3 | 3 | 0 | 0 | 9  | 2  | +7  |
| 2. | Dinamo Magdeburgo    | 3   | 3 | 1 | 1 | 1 | 16 | 9  | +7  |
| 3. | Dinamo Bucarest      | 3   | 3 | 1 | 1 | 1 | 11 | 9  | +2  |
| 4. | Duisburg             | 0   | 3 | 0 | 0 | 3 | 3  | 19 | -16 |

|  | Partizan   | 4-0 | Duisburg |
|  | Magdeburgo | 5-5 | Bucarest |

|  | Partizan   | 3-1  | Bucarest |
|  | Magdeburgo | 10-2 | Duisburg |

|  | Partizan | 2-1 | Magdeburgo |
|  | Bucarest | 5-1 | Duisburg   |

### Gruppo B
|    | Semifinali 1965-1966 | Pti | G | V | N | P | GF | GS | DR  |
| -- | -------------------- | --- | - | - | - | - | -- | -- | --- |
| 1. | Pro Recco            | 5   | 3 | 2 | 1 | 0 | 10 | 5  | +5  |
| 2. | CVSK VMF Mosca       | 4   | 3 | 2 | 0 | 1 | 17 | 7  | +10 |
| 3. | Ferencváros          | 3   | 3 | 1 | 1 | 1 | 11 | 6  | +5  |
| 4. | Barcellona           | 0   | 3 | 0 | 0 | 3 | 2  | 22 | -20 |

|  | Pro Recco  | 5-1 | Barcellona  |
|  | CVSK Mosca | 4-3 | Ferencvaros |

|  | Pro Recco  | 1-1  | Ferencvaros |
|  | CVSK Mosca | 10-0 | Barcellona  |

|  | Pro Recco   | 4-3 | CVSK Mosca |
|  | Ferencvaros | 7-1 | Barcellona |

## Semifinali
| Andata | Andata                             | Andata |
| Data   | Gara                               | Ris.   |
| ------ | ---------------------------------- | ------ |
| ?      | Pro Recco - Partizan               | 4-1    |
| ?      | Dinamo Magdeburgo - CVSK VMF Mosca | 3-2    |

| Ritorno | Ritorno                            | Ritorno | Ritorno |
| Data    | Gara                               | Ris.    | Tot.    |
| ------- | ---------------------------------- | ------- | ------- |
| ?       | Partizan - Pro Recco               | 5-1     | 6-5     |
| ?       | CVSK VMF Mosca - Dinamo Magdeburgo | 5-4     | 7-7     |

## Finale
| Andata | Andata                       | Andata |
| Data   | Gara                         | Ris.   |
| ------ | ---------------------------- | ------ |
| ?      | Partizan - Dinamo Magdeburgo | 5-3    |

| Ritorno | Ritorno                      | Ritorno | Ritorno |
| Data    | Gara                         | Ris.    | Tot.    |
| ------- | ---------------------------- | ------- | ------- |
| ?       | Dinamo Magdeburgo - Partizan | 4-3     | 7-8     |

### Campioni
- Partizan Campione d'Europa:

Milan Muškatirović, Đorđe Perišić, Boris Čukvas, Dragan Čolović, Mirko Sandić, Zoran Janković, Feliče Tedeski, Branko Živković, Nenad Manić, Branimir Glidžić, Božidar Novaković.